# Samara Joy
Samara Joy McLendon, conocida profesionalmente como Samara Joy, es una cantante de jazz estadounidense. Ganó el Concurso Vocal Internacional de Jazz Sarah Vaughan en 2019 y fue nombrada Mejor Nueva Artista por Jazz Times en 2021.

## Biografía
Originaria del barrio de Castle Hill en el Bronx, Joy nació en 1999 en una familia de músicos. Sus abuelos paternos, Elder Goldwire y Ruth McLendon, fueron los fundadores del grupo de góspel de Filadelfia The Savettes. Su padre toca el bajo y ha estado de gira con el cantante/compositor/productor de góspel Andraé Crouch. Él le presentó a los grandes del góspel como The Clark Sisters, y del soul y el sonido Motown, que también tenían una gran presencia en su casa. .
Se encontró con el jazz de una manera significativa cuando se inscribió en el programa de jazz en el Purchase College de SUNY como estudiante de canto, y fue nombrada becaria Ella Fitzgerald. Amigos de allí le presentaron a las grandes vocalistas de jazz como Sarah Vaughan y Ella Fitzgerald y a instrumentistas como Kenny Washington, Jon Faddis (con quien estudió) e Ingrid Jensen.
En la Fordham High School for the Arts actuó con la banda de jazz y ganó el premio a Mejor Vocalista en el concurso "Essentially Ellington" de la Universidad de Fordham en el Lincoln Center.
Mientras aún estaba en la universidad, antes del lanzamiento de su primer álbum, la directora de cine Regina King la llamó "una joven que parece que Sarah Vaughan y Ella Fitzgerald vivan en su cuerpo".
En 2019, como Samara McLendon, ganó el Concurso Internacional de Jazz Vocal Sarah Vaughan.
Trabajando con el productor y mánager Matt Pierson, grabó su álbum de debut homónimo mientras aún estaba en la universidad, en la que se graduó magna cum laude en 2021. El disco Samara Joy se lanzó el 9 de julio de 2021 en Whirlwind Records.
El 15 de febrero de 2022 actuó en Today con el guitarrista Pasquale Grasso y volvió a actuar en Today en septiembre de 2022.
También lanzó una serie de actuaciones de video virales, incluida una que se había visto más de 1,5 millones de veces hasta octubre de 2020. A partir de noviembre de 2022, estos videos le habían ganado 200.000 seguidores en TikTok. En parte gracias a este éxito, realizó una gira por Europa, incluyendo una serie de conciertos con entradas agotadas en Italia y Austria. En 2021 y continuando hasta 2022, realizó una gira por los EE. UU., incluidas actuaciones en el Festival de Jazz de Monterey de 2022, en la serie Jazz Underground de Lincoln Center Summer For The City, Winter Jazzfest y otros festivales, así como en Europa.
En febrero de 2021, apareció en el video musical de Women of Color en Broadway, Inc. interpretando "Summertime" de Porgy and Bess  y en el álbum Let Sound Tell All del pianista de jazz Julius Rodriguez.
Jazz Times la nombró Mejor Nueva Artista en 2021.
El 15 de junio de 2022 actuó en el Carnegie Hall y apareció en el Festival de Jazz de Newport. El 16 de septiembre de 2022 lanzó su segundo álbum, Linger Awhile, en Verve Records . El álbum cuenta con la participación del batería Kenny Washington, el guitarrista Pasquale Grasso, el pianista Ben Paterson y el bajo David Wong.
Obtuvo dos nominaciones a los premios Grammy en 2022, como Mejor Artista Nuevo y Mejor Álbum Vocal de Jazz por Linger Awhile obteniendo ambos Grammy en los que estaba nominada en febrero de 2023. En el invierno de 2022 canta con la Jazz at Lincoln Center Orchestra en su gira Big Band Holidays del invierno de 2022.

## Discografía

### Como líder
- Samara Joy (Whirlwind, 2021)
- Linger Awhile (Verve, 2022)

### Como artista invitada
- Pasquale Grasso, Pasquale Plays Duke ("Solitude"), 2021
- Pasquale Grasso, Be-Bop! ("I’m In a Mess"), 2022
- Terri Lyne Carrington, New Standards Vol. 1 ("Two Hearts (Lawns)"), 2022